# ゲオルク・ツァハリアス
ゲオルク・ツァハリアス（独: Georg Zacharias、1884年6月14日 - 1953年7月31日）は、ドイツの競泳選手。
ベルリン生まれ。1904年セントルイスオリンピックの440ヤード平泳ぎで金メダルを、100ヤード背泳ぎで銅メダルを獲得した。ベルリンにて死去。